# Metoligotoma rooksi
Metoligotoma rooksi är en insektsart som beskrevs av Miller och Edgerly 2008. Metoligotoma rooksi ingår i släktet Metoligotoma och familjen Australembiidae. Inga underarter finns listade i Catalogue of Life.